# マリア・マリブラン

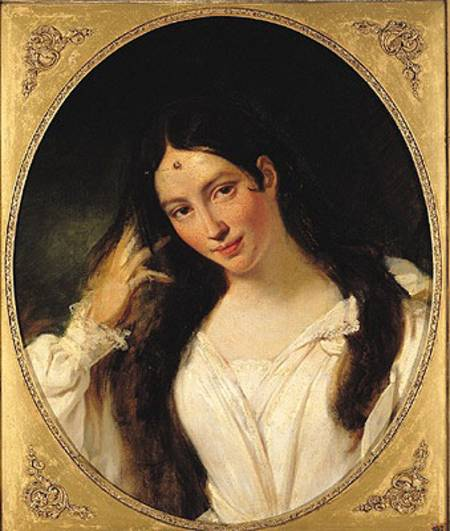
『ラ・マリブラン』、（1834年）フランソワ・ブーショが描いた、『オテッロ』のデズデモーナ役を演じるマリア・マリブランの肖像画（パリのロマン派美術館所蔵で、長期にわたってルーヴル美術館に貸与されている）

マリア・マリブラン（仏: Maria Malibran、1808年3月24日 - 1836年9月23日）は、フランス生まれの声楽家。19世紀でもっとも有名なオペラ歌手の一人であり、メゾソプラノで、コントラルトとソプラノの両方の声域を用いて歌うことが多かった。マリアはその強烈な個性とドラマティックな生き様でも非常に有名で、28歳という若さで夭折したこともあり伝説的な人物となった。マリアの声は、声域、力強さ、しなやかさにおいて高く評価されていたという当時の記録が残っている。

## 生涯とキャリア
マリアはパリで著名なスペインの音楽一家に生まれ、マリア・フェリシタス・ガルシア・シチェスと名づけられた。父親のマヌエル・ガルシア (Manuel del Pópulo Vicente García) はロッシーニからも賞賛されていた有名なテノール歌手で、そのオペラ『セビリアの理髪師』では主役のアルマヴィーヴァ伯爵を演じている。ガルシアは作曲も手がける声楽講師でもあり、自らマリアに声楽の基礎を教えた。ガルシアは頑固で独断的な人物だったが、マリアも自己主張が強い性格で、2人のレッスンでは喧嘩が絶えることはなかったという記録がある。

### キャリア初期

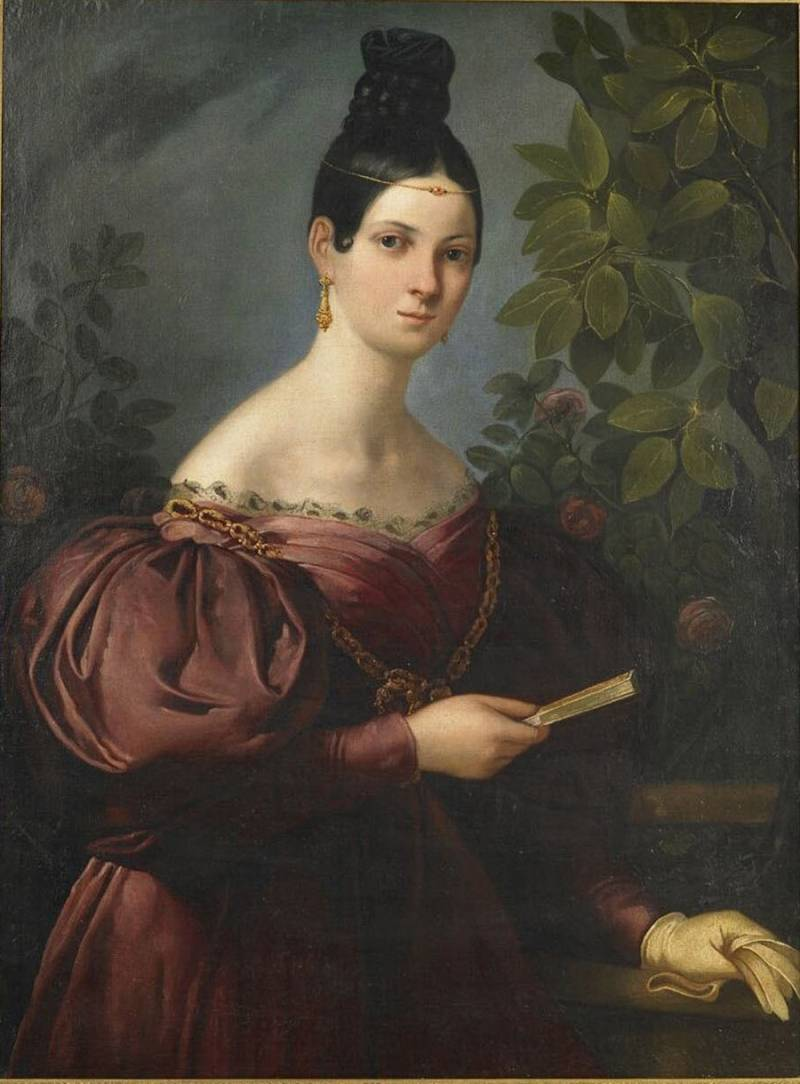
マリア・マリブラン（1820年頃）

マリアが最初に舞台に立ったのは8歳のときのナポリでのフェルディナンド・パエールのオペラ『アニェーゼ』公演で、父ガルシアとの競演だった。17歳でロンドンのキングズ・シアターの聖歌隊の一員となっている。高名なプリマドンナで、『セビリアの理髪師』に出演する予定だったジュディッタ・パスタが体調を崩したときに、ガルシアはマリアをパスタの代役に推薦し、マリアの代役出演が決まった。年若いマリアは観客たちの人気を集め、このシーズンの公演が終了するまでマリアが同じ役を務め続けることとなる。公演が終了するとすぐにガルシアは自身のオペラ一座をニューヨークへと渡らせた。この一座の主要演者はガルシアの家族であり、マリア、兄のマヌエル (Manuel García)、母のホアキナ・シチェスが名を連ねていた。後にオペラ歌手として大成するマリアの妹ポーリーヌも同行していたが、ポーリーヌはこのときまだ4歳の少女だった。
このときの公演がニューヨークで最初に開催されたイタリアオペラ公演だった。9ヵ月間でマリアは8つのオペラで主役を演じており、そのうち2作品はガルシアが書き下ろしたオペラである。ニューヨークでマリアは28歳年上の銀行家フランソワ・ウジェーヌ・マリブランと電撃結婚した。この結婚はガルシアがマリアに強いたもので、フランソワがガルシアに100,000フランを贈呈するという約束に対する返礼ではないかと考えられているが、たんに専制的な父親のもとから逃げ出すために急いで結婚したとする別の記録もある。しかしながら結婚後数ヶ月でフランソワは破産し、マリアが舞台に立って夫婦の生活を支えなければならなくなった。そして1年後にマリアはフランソワを残して独りでヨーロッパへと戻っている。
ヨーロッパでマリアはドニゼッティ作曲のオペラ作品『マリア・ストゥアルダ』の初回公演で主役を演じた。このオペラはフリードリヒ・フォン・シラーの戯曲『マリア・シュトゥーアルト』をもとにしており、検閲官から強い非難を浴びて内容の修正を強く要求された作品だったが、マリアはこのことをほとんど意に介してはいなかった。マリアはベルギー人ヴァイオリニストシャルル＝オーギュスト・ド・ベリオと恋に落ち、マリアがフランソワとの婚姻無効が認められるまでの6年にわたって事実婚の関係を続けた。1833年には息子シャルル＝ウィルフリッド・ド・ベリオ (Charles-Wilfrid de Bériot) が生まれている。ヴァイオリンのソロパートで演奏されるメンデルスゾーンの『アリア』は、この2人に捧げられた作品となっている。マリアはパリ国立オペラなど一流のオペラハウスでオペラを演じた。パリではアイルランド人作曲家マイケル・ウィリアム・バルフのオペラ作品に出演している。

### 晩年と死
1834年にマリアはイングランドに住居を移し、ロンドンの舞台に立つようになった。1836年5月の終わりにバルフがマリアのために書いた『アルトワの乙女 (The Maid of Artois)』に主演している。マリアは1836年7月に落馬事故で回復不能な重傷を負ったが、医師の診察を拒み、舞台に立ち続けた。落馬事故から数ヵ月後にマリアは死去（事故が原因の脳血栓）し、ベルギーのラーケン墓地 (en:Laeken Cemetery) に埋葬された。

## 出演作と歌唱力

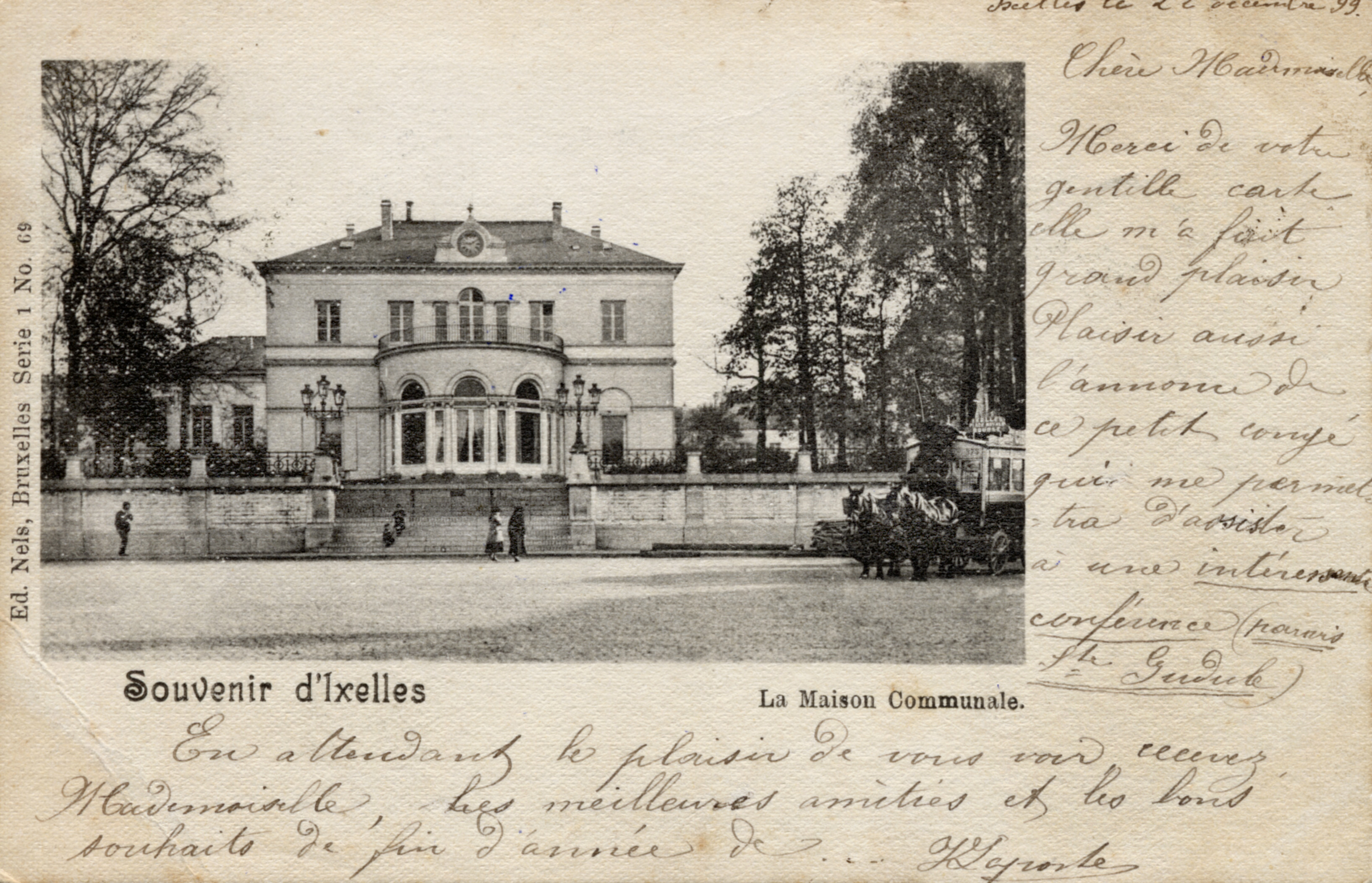
マリアがブリュッセル滞在中に宿泊していたホテル（1899年撮影）- 現在は市庁舎として使用されている。

マリアはロッシーニの作品ともっとも関係が深いオペラ歌手で、『タンクレーディ』（主役）、『オテッロ』（デズデモーナ役と主役）、『イタリアのトルコ人』、『チェネレントラ』、『セミラーミデ』（アルサーチェ役と主役）に出演している。その他にもマイアベーアの『エジプトの十字軍(Il crociato in Egitto)』、大評判となったベッリーニの『ノルマ』、『夢遊病の女(La sonnambula)』、『カプレーティとモンテッキ（I Capuleti e i Montecchi)』（ロメオ役）にも出演した。マリアはベッリーニの『カプレーティとモンテッキ』で演じたロメオとは別に、当時有名だった別の2つのオペラでも同じキャラクターであるロメオを演じている。ツィンガレッリ の『ジュリエッタとロメオ (Giulietta e Romeo)』とヴァッカイ (Vaccai) の『ジュリエッタとロメオ (Giulietta e Romeo)』がその作品である。ベッリーニは自身の作品『清教徒』をマリアのためにメゾソプラノの歌曲として新しく書き直し、さらに新作品をマリアのために書き上げることを約束していた。しかしながらベッリーニがオペラを書き上げる前に死去したため、この約束が果たされることはなかった。
マリアの声域はG3 - E6と非常に広く、さらに無理をすればD3 - F6という極めて高音域の声も出せた。この広い声域のおかげでマリアはコントラルトの歌曲もハイソプラノの歌曲も容易くこなすことができた。マリアが舞台で見せる激しい感情表現は当時の人々から高い評価を受けている。ロッシーニ、ドニゼッティ、ショパン、メンデルスゾーン、フランツ・リストといった音楽家たちもマリアの信奉者だった。しかしながらフランス人画家ドラクロワのように、マリアには気品と教養が欠けており「芸術を理解しない大衆に媚びているだけだ」と非難した著名人もいる。マリアの声とその歌唱技法についてフランス人音楽評論家カスティル=ブラーズ (Castil-Blaze) は「マリアの声は力強く響きわたり、鮮やかで活力に満ちている。この神からの贈り物が情熱的なアリアとなって聴衆の心を揺さぶる。清澄で正確に半音階ずつ高くなるアルペジオ、力強く魅力溢れる節回し、ときに優雅にときに艶かしく響くマリアの声は、あらゆる芸術がもたらすことができる幸福感に満ちている」と絶賛している。

## マリアの映画

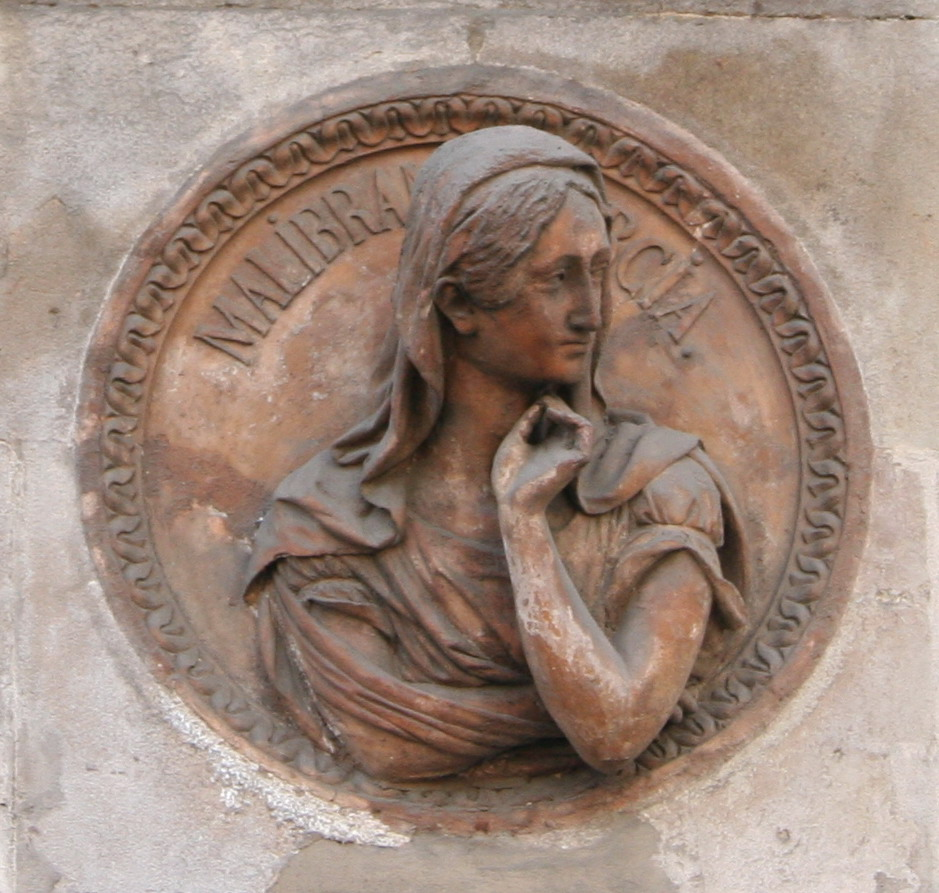
バルセロナのテアトロ・プリンチパルのファサードにあるマリアの肖像彫刻（1847年）

マリアの生涯を描いた複数の映画が存在する。
- 『マリア・マリブラン』（1943年）

監督 - グイド・ブリニョーネ（イタリア人）
マリア役 - マリア・チェボターリ (en:Maria Cebotari)（モルドヴァ生まれのオーストリア人ソプラノ歌手）
- 『ラ・マリブラン』（1944年）

監督 - サシャ・ギトリ（フランス人）
マリア役 - ジェオリ・ブエ（fr:Géori Boué,パリ国立オペラの著名な歌手）
- 『マリア・マリブランの死』（1971年）

監督 - ヴェルナー・シュレーター（ドイツ人）
マリア役 - マグダレーナ・モンテズマ (de:Magdalena Montezuma)（ドイツ人女優）

## その他
2007年にイタリア人メゾソプラノのチェチーリア・バルトリが、マリアとその主演作を題材としてマリアに捧げたアルバム『マリア』をリリースし、同時にマリアに捧げた大規模なツアーの開催とDVDの発売を行った。2008年にはデッカ・レコードから、チェチーリア・バルトリが主演し、多数のカデンツァで構成されたベッリーニの『夢遊病の女』が発売された。多くのカデンツァを駆使するという技法はマリアが使用していたもので、役の声域もジュディッタ・パスタやマリアが演じていたときのままにハイ・メゾソプラノの声域に戻されている。